# Medal Penrose’a
Medal Penrose’a - nagroda utworzona przez Richarda A.F. Penrose’a i przyznawana od roku 1927 przez Geological Society of America za wybitne badania oraz za wkład w rozwój nauk geologicznych. 

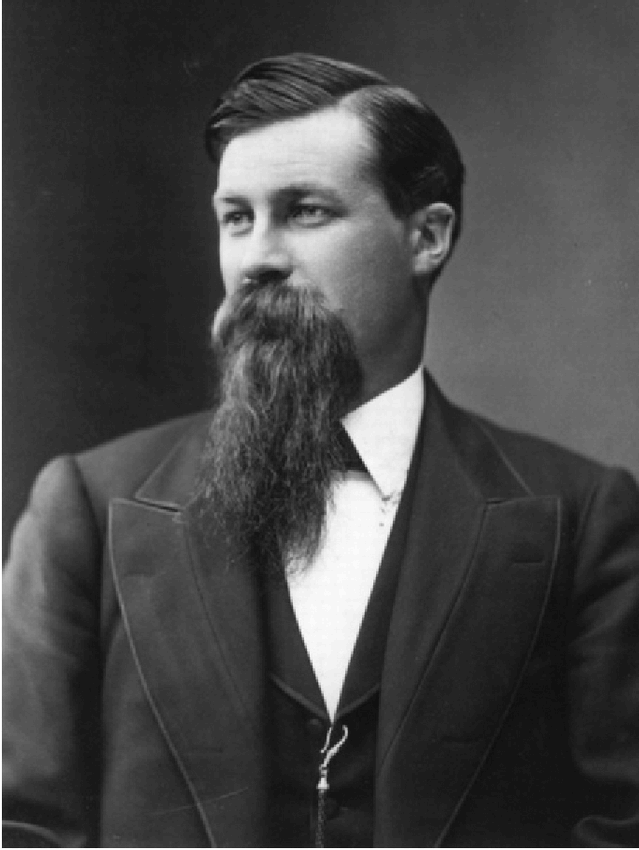
Thomas Chrowder Chamberlin.

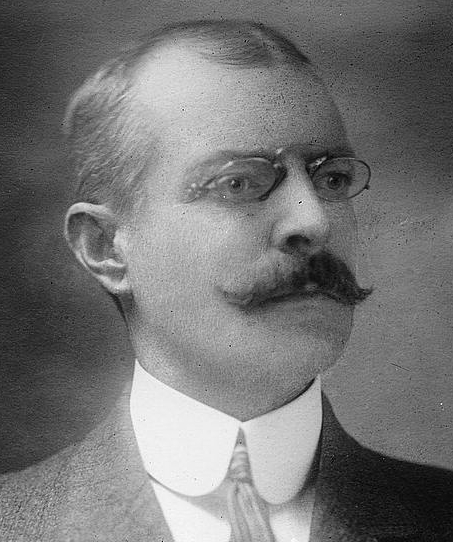
Waldemar Lindgren.

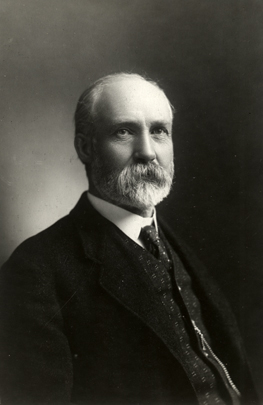
Arthur Philemon Coleman.

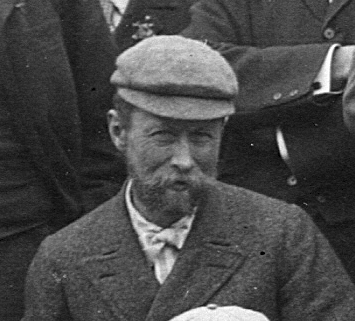
Bailey Willis.

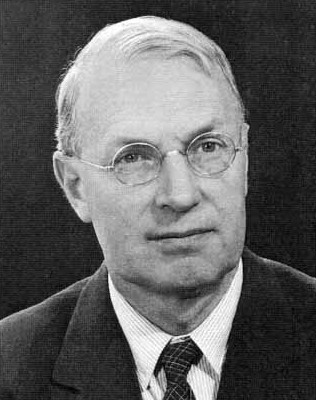
Albert Francis Birch.

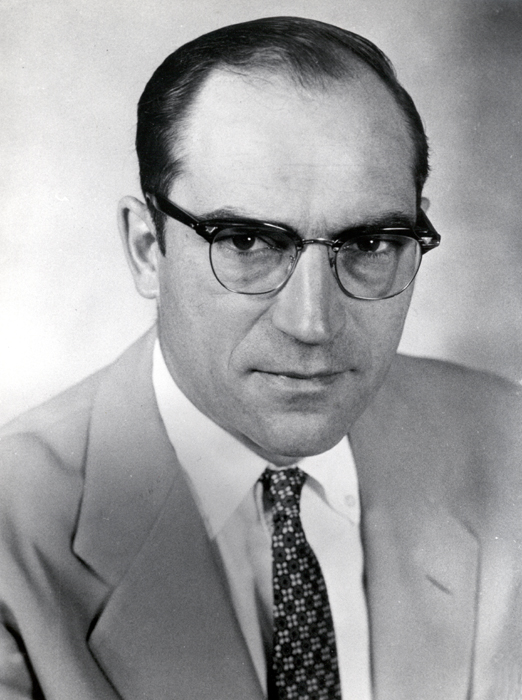
Luna Leopold.

## Laureaci nagrody[2]
- 1927: Thomas Chrowder Chamberlin
- 1928: Jakob Sederholm
- 1929: nagroda nie przyznawana
- 1930: Antoine Lacroix
- 1931: William Morris Davis
- 1932: Edward Oscar Ulrich
- 1933: Waldemar Lindgren
- 1934: Charles Schuchert
- 1935: Reginald Aldworth Daly
- 1936: Arthur Philemon Coleman
- 1937: nagroda nie przyznawana
- 1938: Andrew Lawson
- 1939: William Berryman Scott
- 1940: Nelson Horatio Darton
- 1941: Norman L. Bowen
- 1942: Charles Kenneth Leith
- 1943: nagroda nie przyznawana
- 1944: Bailey Willis
- 1945: Felix Andries Vening Meinesz
- 1946: T. Wayland Vaughan
- 1947: Arthur Louis Day
- 1948: Hans Cloos
- 1949: Wendell P. Woodring
- 1950: Morley Evans Wilson
- 1951: Pentti Eelis Eskola
- 1952: George Gaylord Simpson
- 1953: Esper S. Larsen Jr.
- 1954: Arthur Francis Buddington
- 1955: Maurice Gignoux
- 1956: Arthur Holmes
- 1957: Bruno Sander
- 1958: James Gilluly
- 1959: Adolph Knopf
- 1960: Walter Hermann Bucher
- 1961: Philip Henry Kuenen
- 1962: Alfred Romer
- 1963: William Walden Rubey
- 1964: Donnel Foster Hewett
- 1965: Philip Burke King
- 1966: Harry Hess
- 1967: Herbert Harold Read
- 1968: John Tuzo Wilson
- 1969: Albert Francis Birch
- 1970: Ralph Alger Bagnold
- 1971: Marshall Kay
- 1972: Wilmot H. Bradley
- 1973: Marion King Hubbert
- 1974: Maurice Ewing
- 1975: Francis J. Pettijohn
- 1976: Preston Cloud
- 1977: Robert P. Sharp
- 1978: Robert Garrels
- 1979: J Harlen Bretz
- 1980: Hollis Dow Hedberg
- 1981: John Rodgers
- 1982: Aaron C. Waters
- 1983: G. Arthur Cooper
- 1984: Donald E. White
- 1985: Rudolf Trümpy
- 1986: Laurence L. Sloss
- 1987: Marland P. Billings
- 1988: Robert S. Dietz
- 1989: Warren Bell Hamilton
- 1990: Norman D. Newell
- 1991: William R. Dickinson
- 1992: John Frederick Dewey
- 1993: Alfred G. Fischer
- 1994: Luna Leopold
- 1995: John C. Crowell
- 1996: John R.L. Allen
- 1997: John D. Bredehoeft
- 1998: Jack E. Oliver
- 1999: M. Gordon Wolman
- 2000: Robert L. Folk
- 2001: Kenneth Hsu
- 2002: Walter Alvarez
- 2003: Peter Vail
- 2004: W. Gary Ernst
- 2005: Minze Stuiver
- 2006: Steve Kesler
- 2007: Kevin C.A. Burke
- 2008: George A. Thompson
- 2009: B. Clark Burchfiel
- 2010: Eric J. Essene
- 2011: Paul F. Hoffman
- 2012: Raymond A. Price
- 2013: Steven M. Stanley
- 2014: Susan Kieffer